# Thalamus

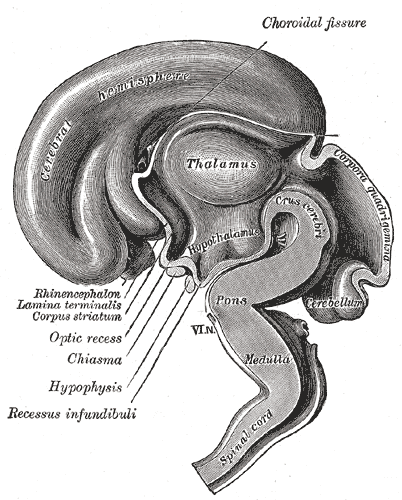
Lage des Thalamus im Gehirn, Embryonalstadium im Sagittalschnitt

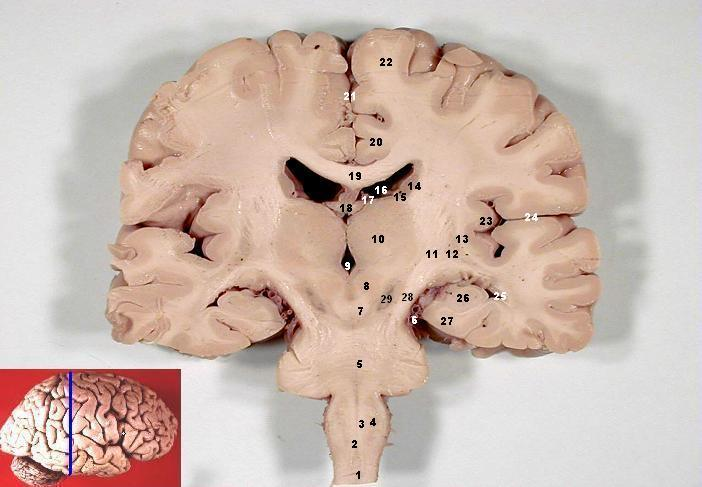
Thalamus (10), frontaler Schnitt

Der Thalamus (von altgriechisch θάλαμος thálamos, deutsch ‚Schlafgemach‘, ‚Kammer‘) bildet den größten Teil des Zwischenhirns. Er setzt sich aus vielen Kerngebieten zusammen, die eine besonders starke Verbindung zur gesamten Großhirnrinde aufweisen.
Im Laufe der Hirnentwicklung spaltet sich der Thalamus in zwei Anteile. Der „eigentliche“ Thalamus muss daher genauer als Thalamus dorsalis bezeichnet werden. Seine Aufgabe ist die Modulation der ein- und ausgehenden Informationen zum Großhirn und somit der kortikalen Erregung. Der Thalamus ventralis (nicht zu verwechseln mit der ventralen Kerngruppe des Thalamus dorsalis) kontrolliert und moduliert wiederum die Erregung des eigentlichen Thalamus (dorsalis). Alternativ wird auch das Begriffspaar Thalamus (für Thalamus dorsalis) und Subthalamus (für Thalamus ventralis) verwendet.
Bei den meisten Menschen sind der rechte und linke Thalamus entwicklungsbedingt über eine dünne Bindegewebsbrücke, die Adhaesio interthalamica (auch Massa intermedia) verwachsen. Diese enthält jedoch nur in Ausnahmefällen kreuzende Fasern (Kommissuren).

## Thalamuskerne

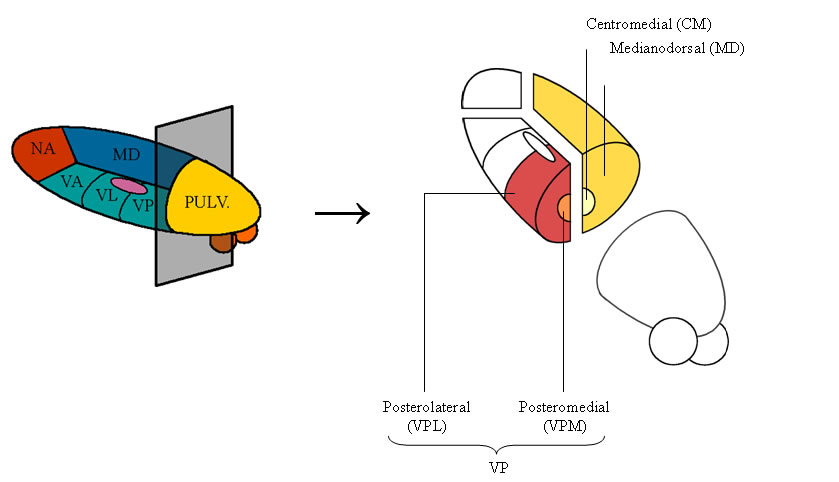
Schema I eines linken Thalamus

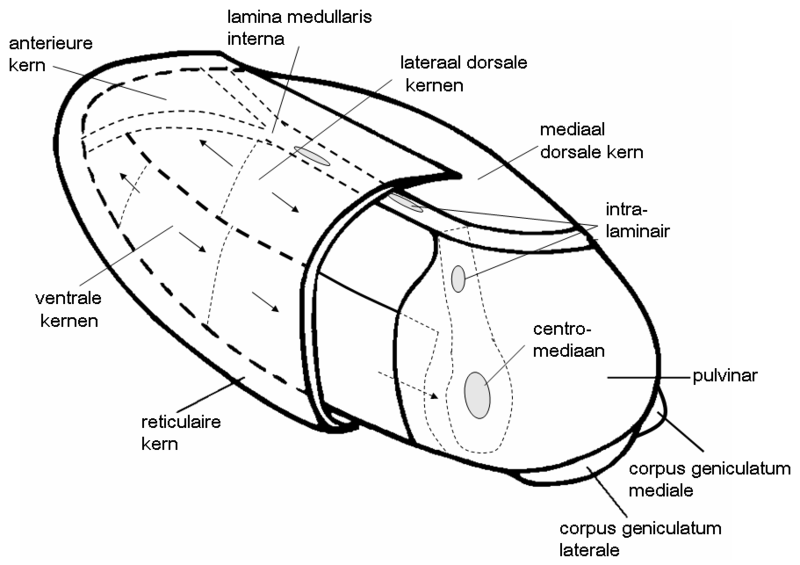
Schema II eines linken Thalamus

Entsprechend ihrer Efferenzen und vor allem ihres Einflusses auf die Großhirnrinde werden spezifische und unspezifische Thalamuskerne unterschieden. Diese Unterscheidung ist jedoch umstritten, da die Sonderung nicht so scharf wie vermutet ist: Unspezifische Kerne haben teilweise eng abgrenzbare Projektionen und auch die Efferenzen spezifischer thalamischer Kerne sind oft nicht nur auf ein Cortexareal beschränkt. Der Anschaulichkeit halber wird die Unterteilung jedoch oft noch getroffen.

### Spezifische Thalamuskerne
Die spezifischen Thalamuskerne werden in ihrer Gesamtheit auch als Palliothalamus bezeichnet. Sie sind jeweils mit abgrenzbaren Bereichen der Großhirnrinde verbunden und werden deshalb als spezifisch bezeichnet. Sie erhalten sensible (Tasten, Vibration, Schmerz) und sensorische (Sehen, Hören, Schmecken) Impulse aus der Peripherie (Sinnesorgane) und leiten diese nach Umschaltung über die Thalamusstrahlung an die zuständigen Bezirke in der Großhirnrinde weiter. Außerdem werden Informationen aus motorischen Zentren (Kleinhirn, Basalganglien) an die motorischen Areale der Großhirnrinde geleitet.
Die spezifischen Thalamuskerne sind:
- anteriore Kerngruppe (Nuclei anteriores)
- mediale Kerngruppe (Nuclei mediales)
- ventrale Kerngruppe (Nuclei ventrales)
  - Nucleus ventralis anterolateralis
    - Nucleus ventralis anterior (VA)
    - Nucleus ventralis lateralis (VL)

  - Nucleus ventralis intermedius (VIM)
  - Nucleus ventralis posterior (VP)
    - Nucleus ventralis posterolateralis (VPL)
    - Nucleus ventralis posteromedialis (VPM)
- posteriore Kerngruppe (Nuclei posteriores)
- dorsale Kerngruppe (Nuclei dorsales)
  - Pulvinar
- Metathalamus, bestehend aus:
  - Corpus geniculatum laterale
  - Corpus geniculatum mediale.

### Unspezifische Thalamuskerne
Die unspezifischen Thalamuskerne, auch unter dem Namen Truncothalamus bekannt, haben nur wenige direkte Verbindungen zur Großhirnrinde und diese sind, im Gegensatz zu denen der spezifischen Thalamuskerne, nicht auf bestimmte Bereiche eingrenzbar. Sie sind efferent vor allem mit den spezifischen Thalamuskernen verbunden, steuern diese also an. Auch hierdurch kommt es bei Erregung der unspezifischen Thalamuskerne zu einer unspezifischen Aktivierung der Großhirnrinde. Afferenzen erhalten sie vor allem aus der Formatio reticularis, aus dem Kleinhirn und aus den Basalganglien.
Wichtige unspezifische Kerne:
- Nuclei intralaminares
  - Nucleus centromedianus
- Nuclei mediani
- Nucleus reticularis

## Funktion
Zuführende (afferente) Nervenzellen leiten Informationen aus dem Körper und den Sinnesorganen in den Thalamus, wo sie in den „spezifischen Thalamuskernen“ jeweils auf eine nachfolgende Nervenzelle umgeschaltet werden, die zur Großhirnrinde führt. Diese Umschaltung (Synapse) ermöglicht eine primitive Informationsverarbeitung, indem der Thalamus als Filter fungiert und entscheidet, welche Informationen für den Organismus im Moment so wichtig sind, dass sie an die Großhirnrinde weitergeleitet und bewusst werden sollen. Der Thalamus wird deshalb oft als „Tor zum Bewusstsein“ bezeichnet. Gesteuert wird diese Umschaltung/Informationsverarbeitung von den „unspezifischen Thalamuskernen“, die wiederum von anderen Hirnarealen ihren Input bekommen. Diese Regulation ist notwendig, damit der Thalamus Entscheidungen („Was ist gerade wichtig?“) auf die Gesamtsituation (z. B. Schlaf, Futtersuche, Paarungszeit) abstimmen kann. Die zuführenden Nervenzellen zum Thalamus sind überwiegend überkreuzt, so dass jede Thalamusseite die gegenüberliegende Körperhälfte repräsentiert.
Im Thalamus befinden sich auch Opioidrezeptoren.

## Thalamus ventralis
Für das Prinzip der Verschaltung des Thalamus (dorsalis) ist es entscheidend, dass alle corticothalamischen und thalamocorticalen Projektionen reziprok sind. Das heißt, dass eine Erregung des Cortex durch den Thalamus (dorsalis) nun reziprok auch eine Erregung des Thalamus (dorsalis) durch den Cortex zur Folge hat. Dies gilt analog auch für hemmende Impulse des Thalamus (dorsalis). Somit wird schnell klar, dass eine reziproke Erregung schnell zu einer corticalen Übererregung führen würde, während eine Hemmung des Cortex über die reziproke Hemmung des Thalamus (dorsalis), dazu führen würde, dass der Cortex im Ruhezustand gar nicht mehr aktiviert werden könnte.
Daher muss es eine zweite Regulationsstation für den Thalamus (dorsalis) geben. Dies ist der Thalamus ventralis (auch Subthalamus), der entwicklungsgeschichtlich vom Thalamus (dorsalis) abgespalten wird. Zum Thalamus ventralis gehören unter anderem wichtige Kerngebiete, die funktionell den Basalganglien zugeordnet werden (Nucleus subthalamicus und Globus pallidus). Durch eine komplizierte Verschaltung innerhalb der Basalganglien kontrollieren diese Kerne den Thalamus (dorsalis) direkt (im Falle des internen Segment des Globus pallidus) oder indirekt. Siehe hierzu den Artikel zur Funktion der Basalganglien.
Eine andere wichtige Kontrollinstanz des Thalamus ventralis ist der Nucleus reticularis thalami (netzartiger Thalamuskern), der den Thalamus (dorsalis) netzartig umgibt. Er ist intern derart gegliedert, dass es im Nucleus reticularis entsprechende Areale für jedes Areal des Thalamus (dorsalis) gibt. Der Nucleus reticularis erhält ebenfalls Fasern des Cortex, die Kopien aller Projektionen des Cortex auf den Thalamus (dorsalis) erhalten und projiziert seinerseits mit zeitlicher Verzögerung nun antagonistisch auf das entsprechende thalamische Areal. Eine erregende Projektion auf den Thalamus (dorsalis) bewirkt somit über den Nucleus reticularis eine zeitlich verzögerte Hemmung des erregten Thalamuskerns. Eine Hemmung des Thalamus (dorsalis) wird analog über den Nucleus reticularis aufgehoben. Somit wird das oben geschilderte „Dilemma“ gelöst.

## Krankheiten
Eine Schädigung des Thalamus betrifft vor allem die entgegengesetzte (kontralaterale) Körperseite und führt zu folgender Art von Störungen:
- Ataxie
- Hemianopsie
- Hemiparese
- Sensibilitätsausfall
- Thalamischer Schmerz